# Jules Level
Pour les articles homonymes, voir Level.
Jules Level (20 septembre 1802, Nancy - 29 janvier 1871, Nancy) est un prélat français.

## Biographie
D'une famille juive, il est le frère de l'abbé Nestor Level (1805-1855), l'oncle du prêtre Émile Level, le grand-oncle d'André Level et l'arrière grand-oncle de Philippe Livry-Level.
Il obtient sa licence en droit et devient avocat à Nancy. Avec son jeune frère Nestor, qui revenait de l'expédition de Grèce, où il était attaché au corps du colonel Fabvier, ils se rendirent à Strasbourg pour écouter Bautain, dont il devient l'un des premiers disciples.
Il se convertit au catholicisme à la suite de sa rencontre avec Bautain et est baptisé le 2 février 1827. Il étudie la philosophie et la théologie, dont il obtient un doctorat, dans l'école de hautes études ecclésiastiques située à Molsheim, fondée par Jean-François-Marie Le Pappe de Trévern.
À la suite du jugement du tribunal du 6 septembre 1829 et par ordonnance du roi, le nom de famille Abraham est remplacé par celui de Lewel.
Ordonné prêtre en 1829, il devient professeur au Petit séminaire de Strasbourg, puis administrateur du collège de Juilly, sous la direction de Casimir de Scorbiac et d'Antoine de Salinis, où il restera jusqu'en 1844. 
Quand l'abbé de Bonnechose est nommé Supérieur de Saint-Louis-des-Français de Rome, il fait venir avec lui les deux frères Level, ainsi que l'abbé Adrien Rodolphe de Reinach. Après l'élévation de Bonnechose à l'épiscopat en 1844, celui-ci désigne Jules Level pour sa succession, avec l'approbation du Gouvernement et de l'autorité ecclésiastique. Level y reste le supérieur jusqu'à son décès.
Il est nommé protonotaire apostolique et prélat domestique du pape Pie IX, ainsi que chanoine d'honneur de Nancy.

## Hommage
Un monument est élevé en son hommage à l'intérieur de l'église Saint-Louis-des-Français de Rome en 1872.

### Sources
- Albert d'Armailhacq, L'Église nationale de Saint Louis des Français à Rome : notes historiques et descriptives, 1894
- Auguste Édouard Cerfberr (en), Biographie alsacienne-Lorraine, 1879
- Dictionnaire encyclopédique de la théologie catholique, Volume 22, 1872
- Charles Leclerc, Biographie des grands Lorrains, 1975
- Notices d'autorité :   - VIAF
  - ISNI
  - BnF (données)
  - IdRef